# Farshad Bashir

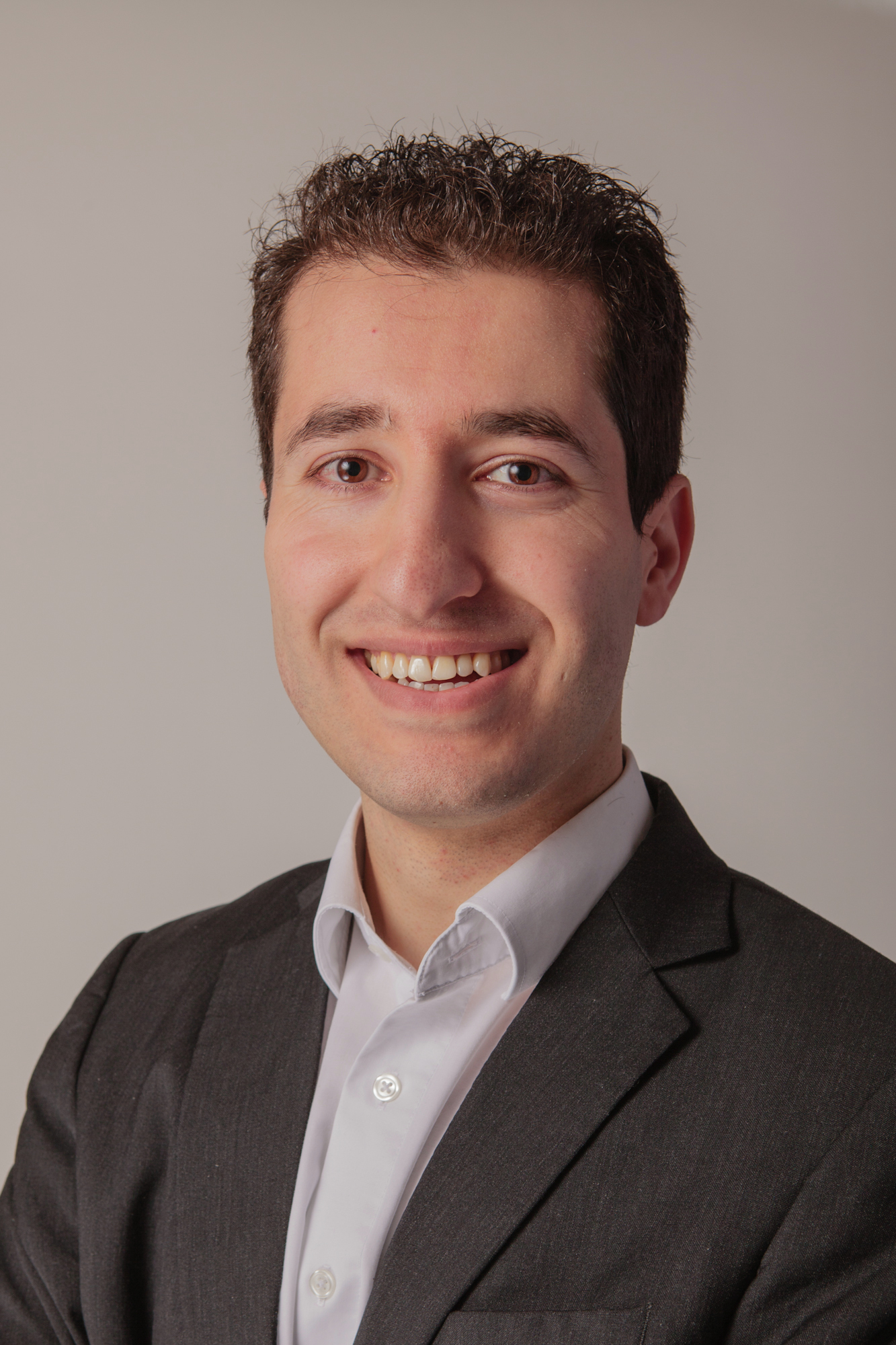
Farshad Bashir

Farshad Bashir (* 14. Januar 1988 in Kabul, Afghanistan) ist ein niederländischer Politiker der Socialistische Partij.

## Leben
Sein Vater war als Journalist in Afghanistan tätig. Nach Machtergreifung durch die Taliban flohen die Eltern von Farshad Bashir in die Niederlande, wo sie Asyl erhielten. Bashir studierte Mathematik und Physik an der Universität Groningen und Rechtswissenschaften an der Universität Leiden. Von 2006 bis 2008 war er Mitglied des Gemeinderates von Leeuwarden. Von 2008 bis 2017 war Bashir Abgeordneter in der Zweiten Kammer der Generalstaaten für die Socialistische Partij.